# 声门音理论
声门音理论（英語：Glottalic theory）认为传统的原始印欧语音系构拟中的气嗓音 /bʱ dʱ ɡʱ/，实际上应为喷塞音 /pʼ tʼ kʼ/（或其他声门化的类似音素）。该理论的雏形最早由丹麦语言学家霍尔格·佩德森提出，初稿中未提到声门化音的概念，其后 André Martinet 和 Morris Swadesh 发现用声门音来解释原始印欧语浊塞音的可行性。1972-1973年，美国的 Paul Hopper 与苏联的 Thomas Gamkrelidze、维亚切斯拉夫·伊凡诺夫各自提出较完善的理论猜想。声门音理论在提出后曾有一段辉煌的认可时期，曾一度被视为像喉音理论一样能够改写原始印欧语教材的理论。然而时至如今，它已被多数原始印欧语研究者所抛弃，仅剩下为数不多的信奉者。

## 传统的音系构拟
以下是传统的对原始印欧语塞音系统的构拟：
|          | 唇音 | 齿音 | 颚化软颚音 | 软颚音 | 唇化软颚音 |
| -------- | ---- | ---- | ---------- | ------ | ---------- |
| 清塞音   | p    | t    | kʲ         | k      | kʷ         |
| 浊塞音   | (b)  | d    | ɡʲ         | ɡ      | ɡʷ         |
| 气嗓塞音 | bʱ   | dʱ   | ɡʲʱ        | ɡʱ     | ɡʷʱ        |

/b/ 用括号标注，因为在对原始印欧语词根的构拟中，它出现得非常少，可以说是几乎不存在。
上述构拟是对以前塞音四分构拟的改进。所谓塞音四分，即认为原始印欧语的塞音分为四组：清不送气、清送气（/pʰ, tʰ, kʲʰ, kʰ, kʷʰ/）、浊不送气与浊送气，这样的音韵系统较为对称，可以在一定程度上掩盖浊送气音的罕见性，符合类型学的一般规律。四分系统是在梵语音系中四分塞音的基础上提出的，因为梵语当时被认为是最为保守的印欧语。后来通过比较学，发现构拟清送气音完全没有必要，清送气音实际上就是清不送气音与喉音（如/h/）结合的结果，于是清送气音就从构拟表中被去除了。这样就剩下一个含有不寻常的浊送气音（亦称气嗓音）的不对称的塞音系统。

### 问题出现
这样的构拟有几个明显的问题。第一是 /b/ 的少见。从类型学上来说，某语言的音素库中如果有单个浊塞音缺失，缺失的一般为 /ɡ/；如果有清塞音缺失，缺失的一般为 /p/。在有喷音的语言中，缺失的喷音一般为 /pʼ/，因为它与 /p/ 的音质对比不如其他喷塞音明显。构拟系统中 /b/ 的少见（甚至缺失）似乎不符合一般规律。
第二，很少有语言具有气嗓音但没有清送气音的，而具有气嗓音与浊音对立的语言就更少了。Roman Jakobson 曾称世界上没有这样清不送气、浊不送气与气嗓音三分对立的语言。Robert Blust 则称他在婆罗洲砂拉越高原的可拉必语中发现了这样的系统。不管怎样，这样不对称的系统是十分罕见的。
第三个问题涉及到原始印欧语词根中塞音分布的情况，一直未能很好地解释。根据观察，词根中塞音的搭配有着如下明显的规则：
1. 两个浊塞音无法在同一词根中共存，如无 *deg。
2. 清塞音与浊送气音无法在同一词根中共存，如无 *dhek 或 *tegh。
3. 但浊塞音可与清塞音或浊送气音在同一词根中共存，即存在 *degh 或 *dek。

上述对词根音节结构的限制无法用同化或异化的理论解释。两组浊音在音素搭配方面的行为迥然不同。这在类型学上也是很少遇到的。

## 最初的声门化音提论
最初提出的用声门化音（或喷音）代替气嗓音的方案如下：
|                | 唇音   | 齿音   | 软颚音 | 唇化软颚音 |
| -------------- | ------ | ------ | ------ | ---------- |
| 清塞音         | p ~ pʰ | t ~ tʰ | k ~ kʰ | kʷ ~ kʷʰ   |
| 喷音或声门化音 | (pʼ)   | tʼ     | kʼ     | kʷʼ        |
| 浊塞音         | b ~ bʱ | d ~ dʱ | ɡ ~ ɡʱ | ɡʷ ~ ɡʷʱ   |

Hopper (1973) 提出，可通过把浊塞音 bh, dh, gh 中的送气性质当作气嗓音而将其排除在浊塞音之外。这样浊塞音只剩下一组，不存在同一类型音有不同性质的现象。而且后期派生语中浊音组的送气化亦可得到部分解释。
Gamkrelidze 和 Ivanov (1973, 1995:5-70) 认为非喷音的 *p *t *k 与 *bh *dh *gh 实质上是有非送气同位异音 (*p *t *k 与 *b *d *g) 的送气音 (*ph *th *kh 与 *bh *dh *gh)。在同根中两个非喷音共存时，就需要将送气音去送气化，因为音节组合律规定，同一词根中两个送气音是不能共存的。也就是说，原始印欧语中的 DʰeDʰ（Dʰ 表示非喷音塞音）可以被表现为 DeDʰ（与印度与希腊分支词形相吻合）或 DʰeD（与意大利分支词形吻合）。此理论既避免了浊送气音的不对称，也可以在一定程度上解释同源词在各派生语中的词形差异。

### 结果
修改后的塞音系统中的清-浊-喷三分对立在有喷音的语言中是很常见的，而且喷音 /pʼ/ 在类型学上的少见，也可以解释原 /b/ 出现较少的现象。除此以外此系统还可对词根中塞音分布的情况作出非常完美的解释 (Hopper 1973)：
1. 有声门化音的语言中，限制两个声门化音在同一词根中共存的规则是很常见的。非洲、美洲和高加索很多语言就有类似的组合限制。
2. 在将一组音视为声门化喷音排除在外后，浊塞音只剩下一组。上面提到的规则二可以表述为：“同根中的两个非声门化塞音必须在清浊性质上保持一致”。
3. 声门化音与清-浊对立无关，因此与其他两组均可共存。

### Decem 与 Taihun
1981年，在颚-咝音同言线（用“百”一词在派生语中的发音而将印欧语进行划分）的基础上，Hopper 提出用“十”一词的发音而将印欧语进行分类的方法。印欧语可分为两类，亚美尼亚、日耳曼、安纳托利亚与吐火罗分支中的派生语将“十”的词首读为清音 t，称为 Taihun 组；其他分支中“十”的词首则为浊音 d，称为 Decem 组。尚不清楚该 t/d 对立是由原始印欧语分裂前的方言差异所致，还是应归咎于分裂后各分支中不相关联的音变。

### 其他论据
声门音理论除了对原始印欧语的共时性质有解释之外，对其派生语中的历时音变也可作出一些解释。比如拉丁语（Lachmann定律）和波罗的-斯拉夫语（Winter定律）中的某些长元音＋浊音序列，其中的长元音在对应的原始印欧语词汇中却是短元音。声门音理论的支持者认为这是喷塞音存在的证据。喷塞音作为前声门化的塞音，在派生语中演变为浊塞音时，其中的声门音部分就会以使前面元音长音化的形式而表现出来。虽然这样的解释十分巧妙，但它当然不是唯一的解决方法，这些定律还可从形态学上作出解释。
声门音理论的支持者 Frederik Kortlandt 进一步称现印欧语中的一些特征是原始印欧语声门音的痕迹，如信德语中的送气-气嗓音的对立，丹麦语的嘎裂声 stød，拉脱维亚语和萨莫吉提亚语中的破声，等等。（不过丹麦语的 stød 一般被视为次生特征，不见于原始日耳曼语，而对应其他北欧语的音高重音）

## 质疑
声门音理论的缺陷主要在于对喷音的构拟，但它的类型学基础也有缺陷。如果原始印欧语确有构拟出的清-浊-喷对立的话，这样常见和稳定的系统至少应该在某些分支中有所保留。事实上原始印欧语的早期派生语都不含喷音，喷音几乎不存在于现今的任何印欧语之中（奥塞梯语与亚美尼亚语的东部方言除外，但这是它们与高加索语言接触的结果）。声门音理论认为声门音（喷音）在原始印欧语分裂后从其所有分支中分别消失，有些分支还共性地将喷音转变为浊塞音，这是无法解释的巧合。相比之下，传统的构拟系统虽然不常见和不够稳定，但气嗓音（浊送气音）是可从印度语支的语言中得到证实的，并且塞音系统的不稳定性也为塞音在派生语中的进一步转变作下了铺垫。举例来说，印度-雅利安分支产生清送气音，使系统变得对称；希腊与意大利分支将气嗓音清化为更加常见的清送气音；伊朗、凯尔特与波罗的-斯拉夫分支将浊送气音去送气化为常态带声音；日耳曼和亚美尼亚分支则涉及更复杂的音变。
一个折中的方案认为喷音到普通塞音的转变是在原始印欧语时期就已经发生了的，原始印欧语的分裂是在音变已经收尾或即将收尾时发生的。这种说法虽然可以兼顾传统构拟与声门音构拟的优点，但缺少历史语言学上的证据，并且很难证实。这样的假设也意义不大，因为印欧语学研究的只是原始印欧语分裂前的所谓“后期原始印欧语”，从原始印欧语再推断向上的历史是其他学问的范畴，更何况目前尚无可信的将印欧语系与其他语系相联系的理论。